# 兰德赛姆
兰德赛姆（发音：[landəʁsaim]）是法国下莱茵省的一个市镇，属于萨韦尔讷区和萨韦尔讷县（Saverne）。该市镇总面积2.13平方公里，2009年时的人口为191人。

## 地理
周边公社是西北部的Saessolsheim和Rohr，东南部的Willgottheim，西南部的Zeinheim和Westhouse-Marmoutier，西北部的Maennolsheim 和 Friedolsheim。
在村外，公社的大部分地区都致力于耕作农业。该公社包含一些重要的雇主，因此它雇用的人数远远超过其居民的数量：有大量的工业和服务业就业。
该公社拥有拥有 400 名员工的阿迪达斯法国总部，以及 Kochersberg 酒店综合体、一家旅行社和一家农业开发企业。尽管如此，兰德斯海姆 （Landersheim） 仍有五分之一的人口以农业为生，山羊奶酪的生产是一项特产。

## 人口
兰德赛姆人口变化图示